# Ilha Alabat
f
A Ilha Alabat é uma ilha do arquipélago filipino, na província de Quezon da região de Calabarção, situada ao largo da costa leste do sul de Luzon. A ilha tem uma área de 192 km2 (74 sq mi) e uma população de 41.822.
A ilha de Alabat compreende três municípios: Perez na ponta norte, a cidade de Alabat no centro e Quezon no sul. Os primeiros habitantes da ilha foram os indígenas Inagta Alabat que são Negritos, os primeiros colonos nas Filipinas. Os indígenas falavam a língua Inagta Alabat, uma das línguas mais ameaçadas do mundo.
A ilha está localizada na Baía de Lamon e (33 km de comprimento) tem uma extensa orla de mangue ao longo de sua costa sudoeste, com várias centenas de hectares de lodaçais intertidais expostos na maré baixa. Grandes porções da floresta de mangue original foram degradadas ou completamente destruídas para a construção de viveiros de peixes e camarões.
Alabat goza de um clima tropical húmido sem estação seca, mas um período muito pronunciado de chuvas máximas de novembro a janeiro. A ilha é o lar do povo indígena Alabat Agta, cuja língua está criticamente ameaçada.

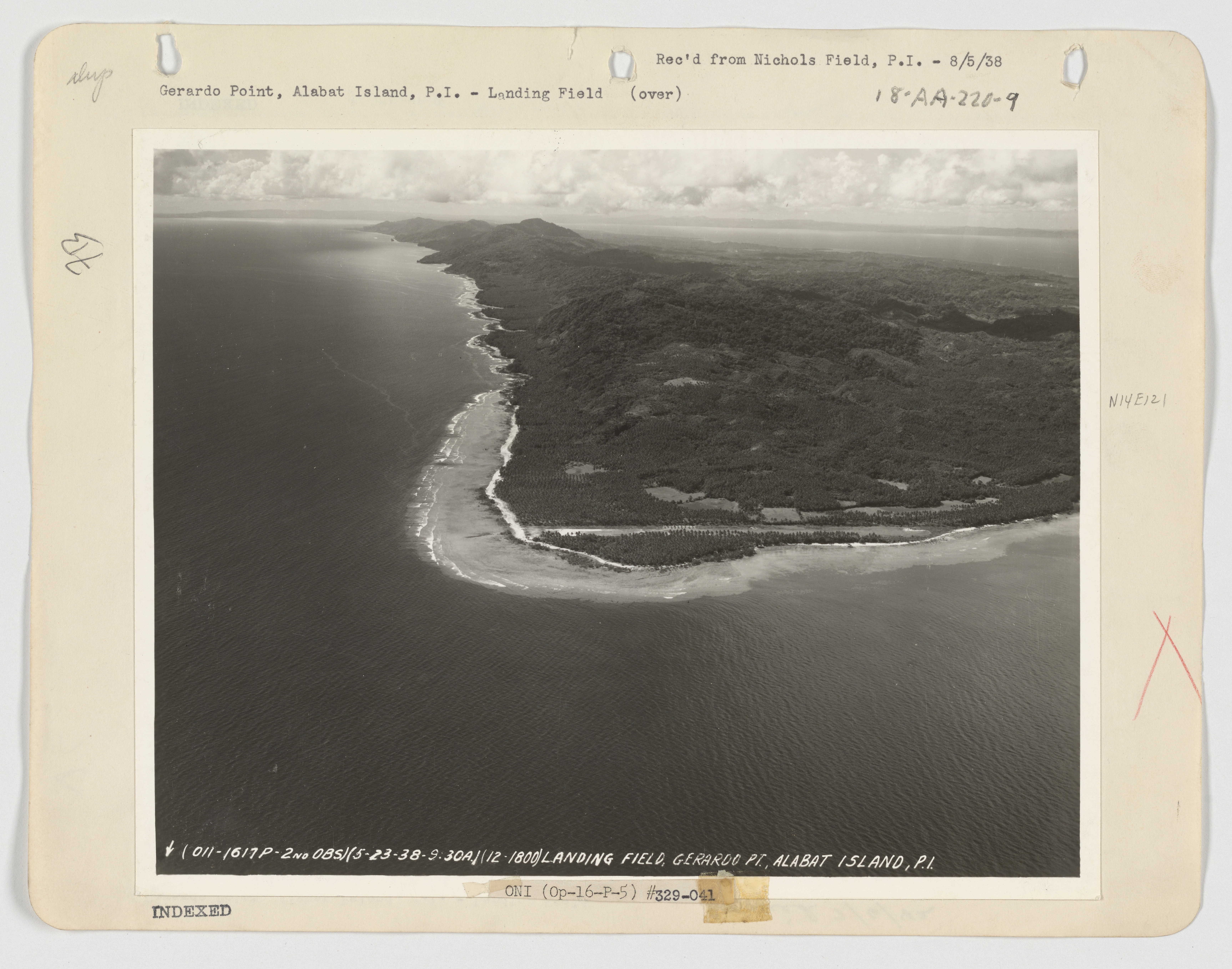
Vista aérea de Gerardo Point na Ilha Alabat, 1938

## Língua Inagta Alabat
Em 2010, a UNESCO lançou seu 3º volume mundial de Línguas Ameaçadas no Mundo, onde 3 línguas criticamente ameaçadas estavam nas Filipinas. Uma dessas línguas na língua Alabat Island Agta que tem um falante estimado de 30 pessoas no ano 2000. O idioma foi classificado como Criticamente Ameaçado, ou seja, os falantes mais jovens são avós e mais velhos, e falam o idioma de forma parcial e pouco frequente e dificilmente passam o idioma para seus filhos e netos. Se as 30 pessoas restantes não passarem sua língua nativa para a próxima geração do povo Alabat Agta, sua língua indígena será extinta dentro de um período de 1 a 2 décadas.
O povo Alabat Agta vive apenas na ilha de Alabat na província de Quezon e uma pequena área é Guinayangan no continente Luzon. Eles são um dos colonos Negrito originais em todas as Filipinas. Eles pertencem à classificação do povo Aeta, mas possuem linguagem distinta e sistemas de crenças únicos para sua própria cultura e herança.